# Bravães
Bravães is een plaats (freguesia) in de Portugese gemeente Ponte da Barca en telt 645 inwoners (2001).

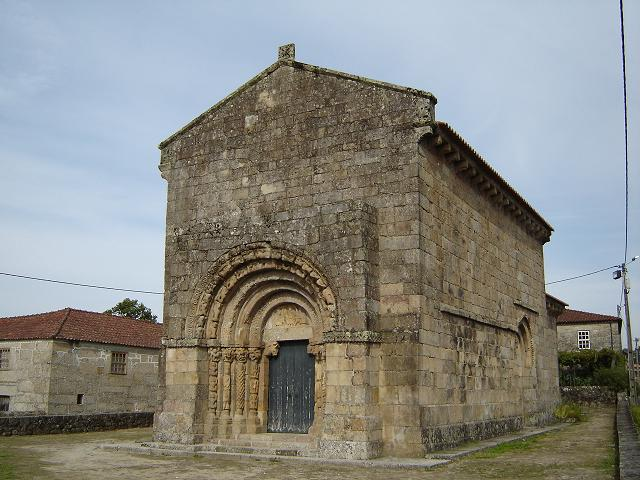
Kerk

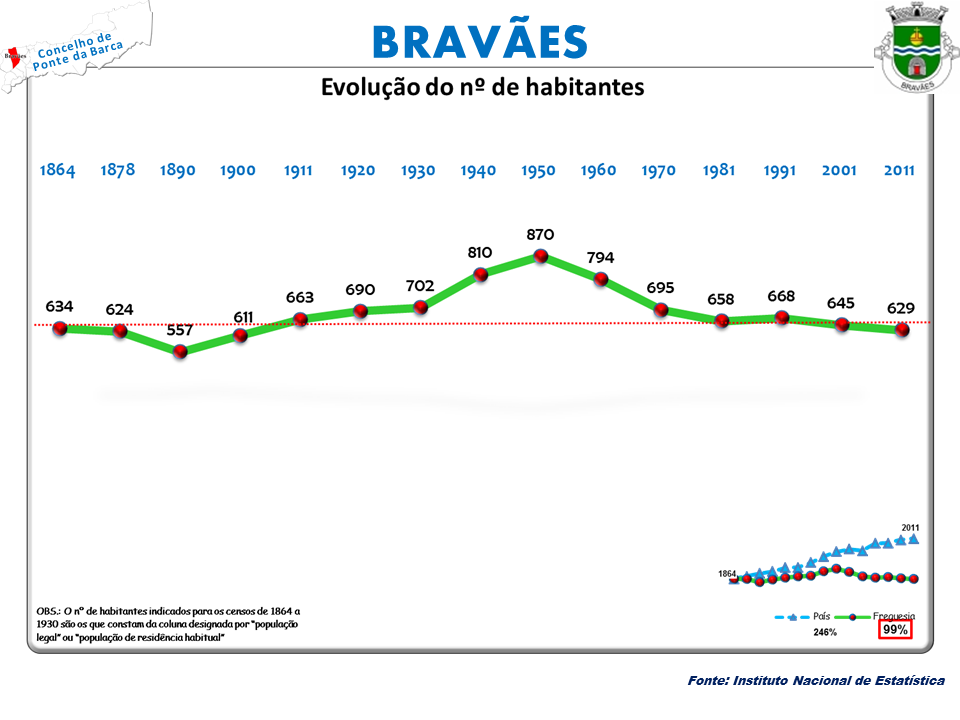
Bevolkingsontwikkeling tussen 1864 en 2011